# Премія імені Петера Жолдоша
Премія імені Петера Жолдоша — щорічна премія з наукової фантастики, котра вручається Національною асоціацією наукової фантастики Угорщини AVANA. Заснована в 1998 році Асоціацією АВАНА та місцевою владою міста Шалготар'ян. Премію присуджують у номінаціях роман та оповідання. Названа на честь угорського письменника фантаста Петера Жолдоша.

## Лауреати

### Найкращий роман
- 2017

Лайош Ловаш // (угор.) Törzsszövetség
- 2016: не присуджено
- 2015: не присуджено
- 2014

Акош Ковач // (угор.) Az áradás Krónikája
- 2013: Ендре Балінт (угор.) Bálint Endre // (угор.) A Programozó Könyve
- 2012

Антал Юзеф // (угор.) iDeal
- 2011: не присуджено
- 2010: Томаш Черпедь (угор.) Csepregi Tamás // (угор.) Szintetikus álom
- 2009

Ботонд Марковіч // (угор.) Isten gépei
- 2008

Золтан Ласло // (угор.) Keringés
- 2007

Антал Юзеф // (угор.) Diagnózis
- 2006

Лайош Ловаш // (угор.) Agydobás
- 2005

Шандор Селеші // (угор.) Sötétség előtt
- 2004

Томаш Руйдер // (угор.) A Szellemharcos küldetése
- 2003: не присуджено
- 2002

Янош Бан // (угор.) Isten hajói
- 2001

Ласло Буйтор // (угор.) A kék bölcső
- 2000

Тибор Фонюді // (угор.) A katedrális legendája
- 1999

Лайош Чікас // (угор.) Időjárőr
- 1998

Шандор Сейлеші // (угор.) Városalapítók

### Найкраще оповідання
- 2017: Андраш Геґедюш (угор.) Hegedüs András // (угор.) Tortuga
- 2016

Дюла Бйосормейні // (угор.) Isa, por és homou
- 2015: Роланд Югас (угор.) Juhász Roland // (угор.) Skadi
- 2014: Атілла Шумедь (угор.) Sümegi Attila}} // (угор.) A kővé vált asszony balladája
- 2013

Шандор Сейлеші // (угор.) Míg mozgok, van világ
- 2012

Ф. Тот Бенедек // (угор.) Éjnek hajnala
- 2011

Лайош Ловаш // (угор.) Minek nevezzelek?
- 2010

Шандор Сейлеші // (угор.) Egy lépés az örökkévalóság felé
- 2009

Шандор Сейлеші // (угор.) Vér és verejték
- 2008

Янош Бан // (угор.) A.K.I.
- 2007

Ласло Л. Люрінц // (угор.) Ítélet a paradicsomban
- 2006

Шандор Сейлеші // (угор.) Galileo
- 2005

Іштван Немере // (угор.) Mindenből csak egy
- 2004: Петер Варґа (угор.) Varga Péter // (угор.) A két Nicole
- 2003

Бела Кастовскі // (угор.) Álomutazás elérhető áron
 Ботонд Марковіч // (угор.) Én, a Halhatatlan
- 2002

Янош Бан // (угор.) Suicid Harry, lázadó Henry, gyilkos Rick
- 2001

Янош Бан // (угор.) Off topic
- 2000

Янош Бан // (угор.) Bálnaraj a Crassus felett
- 1999

Мігай "Тучі" Ковач // (угор.) A vezeklés
- 1998

Томаш Вісокай // (угор.) A Cunami hatásai